# Кірхенпінгартен
Кірхенпінгартен (нім. Kirchenpingarten) — громада в Німеччині, розташована в землі Баварія. Підпорядковується адміністративному округу Верхня Франконія. Входить до складу району Байройт. Складова частина об'єднання громад Вайденберг.
Площа — 33,55 км2. Населення становить 1259 ос. (станом на 31 грудня 2020).